# Inovație
Inovația este considerată, în general, ca motorul principal al creșterii economice în economia globală de astăzi. Prin introducerea în practică a inovațiilor se pot obține produse cu caracteristici de calitate îmbunătățite, servicii de calitate superioară, procese de producție noi, mai eficiente și mai curate (ecologice), modele îmbunătățite ale sistemului de management al afacerilor, metode moderne de management al forței de muncă etc. Există multiple motivații ale întreprinderilor și organizațiilor pentru a inova, între care: creșterea cotei de piață, cucerirea de noi piețe, ameliorarea calității produselor, lărgirea gamei de produse, înlocuirea produselor învechite, reducerea impactului asupra mediului etc.
Inovația este indisolubil legată de creativitate (categorie din care face parte acest articol). Inovarea și creativitatea sunt procese care se intercondiționează, deoarece găsirea soluției la problemele ce apar într-un proces de inovare necesită creativitate. Inovația vizează o aplicare comercializabilă în practică a unei invenții; totuși, inovația este posibilă și fără o prealabilă invenție. În cuprinsul articolului se prezintă definițiile cele mai curente ale inovației, tipurile de inovații, inovațiile incrementale și inovațiile radicale (breakthrough innovation-l. engl.), activitățile de inovare.

## Definițiile inovației
Inovația a fost definită în multe moduri diferite de către diferiți specialiști, fără să existe o definiție general acceptată. În DEX online  se menționează că inovația este: "1) o noutate, schimbare, prefacere, sau 2) rezolvarea unei probleme de tehnică sau de organizare a muncii cu scopul îmbunătățirii (productivității) muncii, perfecționării tehnice sau raționalizării soluțiilor aplicate". Dicționarul Merriam-Webster Online prezintă o definiție cu sens larg a inovației: "1) introducerea a ceva nou, sau 2) o idee nouă, o metodă nouă sau un dispozitiv nou". Inovarea este un proces (acțiunea de a inova), iar inovația este rezultatul unui proces de inovare. Există și opinia că "inovarea" este atât un proces cât și rezultatul acestui proces (deci ar fi atât formă activă cât și rezultativă), adică există o polisemie a termenului.
Inovația nu se limitează la știință și tehnologie. În sens larg,inovația poate fi și socială (în sisteme sociale), artistică,în domeniul administrativ,în afaceri,în îngrijirea medicală etc. În sociologie, inovația este definită ca un proces de influență care conduce la o schimbare socială și al cărei efect este respingerea normelor sociale existente și adoptarea unor norme noi.

## Tipuri de inovații
Tipul de inovație este un diferențiator adesea utilizat în literatură. Manualul OSLO Oslo Manual versiunea 3 din 2005 a propus clasificarea inovațiilor în patru categorii: 1) inovația de produs; 2) inovația de proces; 3) inovația de marketing; 4) inovația organizațională. Manualul OSLO , recomandă următoarea definiție conceptuală a inovației (tehnice):
"O inovație este implementarea unui produs nou sau îmbunătățit semnificativ (un bun sau serviciu), sau a unui proces, a unei metode noi de marketing, sau a unei metode de organizare noi în practica afacerilor, în organizarea locurilor de muncă sau în relațiile externe". Cerința minimă pentru o inovație este aceea că produsul, procesul, metoda de marketing sau metoda de organizare trebuie să fie noi (sau semnificativ îmbunătățite) pentru firmă.
O inovație de produs este "introducerea unui bun sau serviciu care sunt noi sau îmbunătățite semnificativ în ceea ce privește caracteristicile lor sau utilizările intenționate". Acestea includ îmbunătățiri semnificative ale specificațiilor tehnice,componentelor și materialelor, ale software-ului încorporat, ale atitudinii prietenoase față de utilizatori sau ale altor caracteristici funcționale. Inovațiile de produs pot utiliza noi cunoștințe sau tehnologii, sau se pot baza pe noi utilizări sau combinații ale cunoștințelor și tehnologiilor existente. Termenul produs se folosește pentru a acoperi atât bunuri cât și servicii.
Inovația de proces este implementarea unei metode noi sau îmbunătățite semnificativ de producție (de exemplu noi procedee de fabricație sau fluxuri tehnologice) sau unei metode noi de livrare. Aceasta include schimbări semnificative în tehnici, echipamente tehnologice și/sau ale software-ului. Rezultatul inovării de proces trebuie să fie semnificativ în ceea ce privește: nivelul producției, calitatea produselor sau reducerea costurilor de producție și distribuție.
Inovația de marketing este implementarea unei noi metode de marketing care implică schimbări semnificative ale designului produsului sau ale ambalajului, noi metode de vânzare, de plasare a produsului, de promovare a produsului sau în privința politicii de prețuri. Inovațiile de marketing au scopul de a satisface mai bine necesitățile clienților, urmăresc deschiderea de noi piețe sau o poziționare nouă a produselor firmei pe piață, cu obiectivul de a crește vânzările firmei.
Inovația organizațională este implementarea unei noi metode de organizare în practicile de afaceri ale firmei, în organizarea locurilor de muncă sau în relațiile externe ale firmei. O astfel de inovație urmărește creșterea performanțelor firmei prin reducerea costurilor administrative sau ale tranzacțiilor, îmbunătățirea satisfacției la locurile de muncă (și astfel a productivității forței de muncă) sau reducerea costurilor de aprovizionare. Acest tip de inovare pare acum să ofere soluții pentru o dezvoltare organizațională mai durabilă și mai greu de imitat de către competitori. Dintre inovațiile în noi metode de organizare în practica afacerilor se pot menționa: codificarea cunoștințelor, scheme de training și educație, managementul lanțului de aprovizionare, producția suplă (engleză lean production), sisteme de management al calității. În plus, poate chiar caracterul oarecum nedefinit al noțiunii de inovare organizațională (managerială) îi conferă o atractivitate sporită în ochii celor ce nu se mulțumesc cu soluțiile facile. În SUA multe inovații organizaționale au avut loc în distribuție. Exemple de inovații organizaționale includ introducerea sistemelor de management al lanțului de aprovizionare, a sistemului de management al calității etc. În sens general, termenul "inovație organizațională" se referă la crearea sau adoptarea unor idei sau comportamente noi pentru organizație, prin schimbări și adaptări interne ale organizației care inovează (Lam,Alice(2004) Arhivat în 6 februarie 2009, la Wayback Machine..Pot fi introduse schimbări în strategie, structură, competențe în procese, sisteme de stimulare sau cultura în inovare a organizației,reorganizarea întregii organizații. Între inițiatorii inovației organizaționale (manageriale) se numără în principal managerii organizațiilor, consultanții în management și reprezentanții mediului academic.
O definiție cuprinzătoare a inovației, care încorporează atât produse (și servicii) cât și procese (în marketing, în sisteme și operaționale) a fost formulată de G. Pinchot și R. Pellman (1999): "inovația este atât crearea cât și aducerea în utilizare profitabilă a unor noi tehnologii, noi produse, noi servicii, noi idei de marketing, noi sisteme și noi căi de operare". 
Una dintre clasificările timpurii ale tipurilor de inovații a fost elaborată de economistul austriac Joseph Alois Schumpeter (1883-1950) care deosebește cinci tipuri :a) crearea unor produse noi sau îmbunătățirea calității unui produs; b) noi metode de producție care se bazează pe descoperiri științifice noi; c) noi surse de aprovizionare cu materii prime sau semifabricate; d) crearea unor noi piețe; e) apariția unei noi forme de organizare industrială care să conducă la crearea unei poziții de monopol.
Damanpour,F.(1991) definește inovația ca "adoptare a unui dispozitiv, sistem, program, proces, produs, serviciu sau a unei politici care sunt noi pentru organizația care le adoptă". Compania de consiliere generală în management din SUA Boston Consulting Group (BCG) apreciază că "inovația este procesul de realizare a unor îmbunătățiri prin introducerea a ceva nou. Acesta poate fi un nou produs inventat,o nouă lege emisă de guvern sau pur și simplu o nouă idee care încurajează gândirea nouă". O ediție recentă a Business Dictionary(Dictionar de afaceri) Arhivat în 28 august 2020, la Wayback Machine. definește inovația ca "procesul prin care o idee sau o invenție este transformată într-un bun sau un serviciu, pentru care oamenii vor plăti. Pentru a fi denumită inovație, o idee trebuie să fie reproductibilă la costuri economice și trebuie să satisfacă o necesitate specifică. Inovația implică aplicarea deliberată a informațiilor, imaginației și inițiativei pentru obținerea unei valori diferite sau mai mari din resurse și cuprinde toate procesele prin care ideile noi sunt generate si convertite în produse utile".
Abernathy și Clark (1985) au evaluat inovația din perspectiva avantajelor pe care le aduce unei organizații în raport cu concurenții săi, rezultând patru tipuri de inovații:
a) inovații"arhitecturale" (de fond) care recombină anumite componente ale unui produs sau proces astfel încât să rezulte o nouă "arhitectură". Un exemplu de inovație arhitecturală poate fi înlocuirea oțelului cu materiale plastice, în unele aplicații;
b) inovații de "nișă comercială" care permit crearea de noi piețe prin utilizarea tehnologiei existente;
c) inovații "regulate" (curente) care sunt schimbări incrementale, continue ce au efecte cumulative semnificative asupra costului și performanțelor produselor. Inovații curente de perfecționare continuă au loc în industria automobilelor, a calculatoarelor etc.;
d) inovații "revoluționare" (de străpungere) care produc tehnologii sau produse complet noi, implicând schimbări radicale ("de străpungere") ale unor industrii sau crearea de industrii noi. Apariția compact-discurilor audio (CD) este, în raport cu banda magnetică, o inovație revoluționară.
Francis,D.și Bessant,J.(2005) propun patru categorii de inovații (cei '4P" ai inovației):
- P1, inovația de produs;
- P2, inovația de proces;
- P3, inovația de poziționare a firmelor sau produselor;
- P4, inovația de paradigmă.

Aceste patru categorii de inovații nu sunt strict distincte, ci au granițe fuzzy (vagi). Cei "4P" ai inovației permit examinarea spațiului de oportunități pentru inovare.
Inovația de poziționare este o schimbare a contextului în care sunt livrate produsele și nu afectează semnificativ compoziția sau funcționalitatea produsului.De exemplu, introducerea unui produs bine definit  pe o nouă piață reprezintă o inovație de poziționare. Trăsătura principală a strategiei de poziționare inovativă a produselor este managementul identităților, prin publicitate, marketing, media și ambalaje. Inovația de poziționare poate schimba caracteristicile unei piețe existente sau poate crea o piață complet nouă, care nu exista anterior.
Inovația de paradigmă. Termenul de paradigmă și-a găsit locul în vocabularul managementului organizațiilor în expresii ca "schimbare de paradigmă" sau "ruptură de paradigmă". Expresiile sunt înțelese, în general, pentru a implica faptul că un sistem tradițional de convingeri -vechea paradigmă- a fost înlocuit cu un nou mod de înțelegere, o nouă paradigmă. Inovația de paradigmă este o schimbare a modelelor mentale de acțiune pentru rezolvarea problemelor asociate cu inovarea unui produs sau serviciu particular. Exemple de inovații de paradigmă care redefinesc în mod radical natura organizației și politicile de management pot fi: schimbarea practicii de management, înlăturarea stilului autoritar, introducerea stilului participativ, abordări bazate pe echipe. Un exemplu de inovație de paradigmă este dezvoltarea soluțiilor prin Internet pentru multe domenii, cum sunt activitățile bancare, asigurări, voiaj etc. Există, totuși, o anumită neclaritate în definirea inovației de paradigmă, termenul fiind întrucâtva litigios.

## Inovații incrementale și inovații radicale
Termenii inovații incrementale și inovații radicale sunt diferențiați frecvent în funcție de gradul de schimbare necesar pentru implementarea inovației, de nivelul de intensitate tehnologică.
Inovațiile radicale (de străpungere, breakthrough innovation (l.engl.)) produc soluții cu totul noi pentru sisteme, procese, produse sau servicii, care se dezvoltă într-o nouă afacere, pot cauza schimbări majore într-o întreagă ramură industrială sau pot pune bazele unei noi industrii, însoțită de crearea unor noi piețe. Inovațiile radicale asigură o valoare pentru clienți substanțial mai mare, aceasta din urmă fiind o dimensiune a noutății. Exemple de inovații radicale sunt: laserul, fibrele optice, industria computerelor, radarul etc.
Inovațiile radicale de produs descriu un produs a cărui utilizare intenționată, caracteristici de performanță, atribute, proprietăți ale construcției sau utilizare a materialelor și componentelor se deosebesc semnificativ în comparație cu produsele executate anterior. Astfel de inovații pot implica tehnologii radical noi sau se pot baza pe combinarea tehnologiilor existente în noi utilizări.
Inovațiile radicale se caracterizează prin următoarele:
a) performanța produsului se îmbunătățește de 5...10 ori față de produsele similare existente;
b) se creează premize pentru reducerea cu 30...50% și peste a costurilor;
c) produsele au caracteristici de performanță noi pe plan mondial.. Actualmente, cercetătorii sunt departe de un consens referitor la definiția formală a inovațiilor radicale.
Inovațiile incrementale implică "adaptarea,rafinarea,simplificarea și îmbunătățirea produselor existente și/sau a sistemelor de producție și de distribuție existente..Inovațiile incrementale au fost definite de Banbury și Mitchell (1995) ca" rafinări și extinderi ale proiectelor stabilite care conduc la beneficii substanțiale de preț sau funcționale la utilizatori". Inovațiile incrementale sunt,de regulă,îmbunătățiri minore ale produselor și proceselor existente  Inovația incrementală a unui produs sau serviciu se referă la un produs/serviciu existent, ale cărui performanțe au fost intensificate sau îmbunătățite în ciclul de viață, de la o versiune la alta. Un produs simplu poate fi îmbunătățit prin utilizarea unor componente sau materiale cu performanțe mai înalte, în timp ce un produs complex, format din mai multe subsisteme tehnice integrate, poate fi îmbunătățit prin schimbări parțiale aduse unuia dintre subsistemele sale. Inovațiile incrementale pot consta și din extinderea liniilor de producție existente, crearea de familii de produse sau extinderea funcțiunilor produselor existente prin adăugarea de funcțiuni complementare. Inovațiile incrementale au caracter continuu (spre deosebire de cele radicale care sunt discontinue) și o frecvență relativ mare, în vederea satisfacerii necesităților percepute pe piață, însă asigură firmelor câștiguri mai mici în comparație cu inovațiile radicale.
Categoria inovațiilor incrementale include și inovații "imitate", similare cu cele ale concurenților, care sunt noi pentru firmă, însă nu sunt noi pentru piață. Inovațiile imitate au de obicei o inovativitate tehnologică scăzută și o inovativitate de piață mai redusă.

## Deosebiri dintre invenție și inovație
Invenție și "inovație" sunt concepte care nu trebuie confundate. Invenția constă în crearea unei noi configurații, compoziții sau materii, dispozitiv sau proces.[nefuncțională]
 Invenția este prima apariție a unei noi idei (concept) pentru un nou produs sau proces, în timp ce inovația este prima comercializare a ideii noi. Această idee nouă poate fi o recombinare a unor idei vechi, o schemă care constituie o provocare pentru ordinea prezentă, o formulă sau o abordare unică ce este percepută ca nouă de către persoanele implicate. Inovația vizează o aplicare comercializabilă în practică a unei invenții, o integrare a invenției în practica economico-socială. Dacă invenția este definită ca acțiunea de a imagina, a inventa, a crea ceva nou, sau facultatea de a descoperi ceva, de a crea prin imaginație, inovația se definește (în special în economie) ca întregul proces care continuă de la emergența unei idei pînă la materializarea sa (lansarea noului produs), prin cercetare de piață,dezvoltarea prototipului și primele faze de producție. O invenție nu devine o inovație până ce nu a fost procesată prin activități de producție și marketing și a fost comercializată pe piață. Se consideră că:
Inovația = Idee (invenție) + Comercializare
Fără comercializarea noilor produse inovative, ideea inovativă nu aduce avantaje pentru întreprindere, nu are valoare economică pentru aceasta. Inovația se caracterizează prin abilitatea de a captura valoare economică din invenție.Inovația trebuie să fie utilă prin contribuția sa la performanțele firmei sau la satisfacerea necesităților clienților,în timp ce invenția poate să nu fie aplicată în practică.
O abordare nuanțată a conceptelor de inovație și invenție aparține lui Edward B.Roberts (2007) care consideră că procesul de inovare este compus din două părți: 1) generarea unei idei sau invenții și 2) transformarea acelei idei într-o afacere (business) sau altă aplicație utilă. Această abordare este tradusă în schematizarea:
Inovația = Invenție + Exploatare
Procesul de invenție implică toate eforturile pentru a crea noi idei și a obține ca acestea "să funcționeze", iar procesul de exploatare se referă la eforturile de dezvoltare comercială a ideii sau invenției, aplicarea și transferul acestora, inclusiv focalizarea ideilor sau invențiilor spre obiective specifice, evaluarea acestor obiective, eventual utilizarea pe bază largă, diseminarea și difuzarea rezultatelor bazate pe tehnologie.

## Activități de inovare
Activitățile de inovare sunt acțiunile cu caracter științific, tehnologic, organizațional, financiar și comercial care participă toate la materializarea inovațiilor și implementarea acestora.
Activitățile de inovare includ, de asemenea, și cercetarea-dezvoltarea care nu este legată direct de elaborarea unei inovații specifice, dar care urmărește acumularea unor noi cunoștințe în mecanică, cinematică, electromagnetism sau termodinamică, ce vor fi necesare în proiectarea unor sisteme tehnice inovative moderne.Procesul de inovare include o serie de activități care nu au caracter de cercetare-dezvoltare, cum sunt fazele ulterioare de producție și distribuție a noilor produse,instruirea personalului în privința noilor procese, activități de implementare a inovațiilor, de exemplu noi metode de marketing sau noi metode organizaționale.